# Roy Andersson (voetballer)
Roy Andersson (Kirseberg, 2 augustus 1949) is een voormalig profvoetballer uit Zweden, die speelde als centrale verdediger. In 1977 werd hij uitgeroepen tot Zweeds voetballer van het jaar. Hij is de vader van Daniel (1977) en Patrik Andersson (1971), die beiden ook actief waren als profvoetballer.

## Clubcarrière
Andersson kwam zijn gehele carrière uit voor één en dezelfde club: Malmö FF. Met die club won hij vijf keer de landstitel en evenzovele malen de Zweedse beker. Hij beëindigde zijn loopbaan in 1983.

## Interlandcarrière
Andersson maakte deel uit van de selectie van het Zweedse elftal dat in 1978 deelnam aan de WK-eindronde in Argentinië. Hij speelde in totaal 20 officiële  interlands en scoorde niet voor de nationale ploeg. Onder leiding van bondscoach Georg Ericson maakte hij zijn debuut op 13 oktober 1974 in de vriendschappelijke wedstrijd tegen Tsjecho-Slowakije (4-0) in Bratislava. Hij viel in dat duel na 65 minuten in voor Sven Lindman (Djurgårdens IF).

## Erelijst
Malmo FF
- Zweeds landskampioen

1970, 1971, 1974, 1975, 1977
- Zweeds bekerwinnaar

1973, 1974, 1975, 1978, 1980
- Zweeds voetballer van het jaar

1977